# Lupin III - La pietra della saggezza
Lupin III - La pietra della saggezza (ルパン三世?, Rupan Sansei) è un film d'animazione del 1978 diretto da Sōji Yoshikawa.
Si tratta del primo lungometraggio d'animazione giapponese con protagonista Lupin III, il celebre ladro creato dal mangaka Monkey Punch. Il film, uscito nei cinema giapponesi il 16 dicembre del 1978, è stato prodotto da Tokyo Movie Shinsha (TMS) e diretto da Sōji Yoshikawa al suo esordio alla regia. Fu distribuito nei cinema italiani col titolo Lupin III.

## Trama
L'ispettore Zenigata riceve la notizia che il suo nemico giurato Lupin III è stato giustiziato. Anche lo stesso Lupin ha saputo la novità e quando entrambi si recano in Transilvania per controllare, si accorgono che l'uomo morto è un sosia perfetto di Lupin.
La vicenda si sposta in Egitto dove Jigen e Lupin rubano una misteriosa pietra dalla piramide di un faraone e la portano a Parigi. Qui il minerale viene sottratto al ladro gentiluomo da Fujiko, la quale sta lavorando per un misterioso personaggio di nome Mamoo che le ha promesso in cambio della commissione l'eterna giovinezza; tuttavia scoprono che la pietra in mano a Fujiko è un falso ideato da Lupin.
Il giorno dopo Lupin, Jigen e Goemon stanno indagando sulla Pietra della Saggezza e sui suoi presunti poteri, quando vengono attaccati prima da un elicottero e poi da un gigantesco tir: sono gli scagnozzi di Mamoo, che distruggono il loro nascondiglio e li costringono alla fuga. A questo punto Fujiko riappare, affermando di essere stata usata da Mamoo ed implorando perdono, ma Jigen e Goemon, stanchi dei suoi continui tradimenti, intimano a Lupin di abbandonarla; dopo il suo rifiuto categorico, decidono di separarsi da lui profondamente amareggiati. La sera stessa Lupin, ingannato ancora una volta da Fujiko, viene catturato dal sadico braccio destro di Mamoo, Finch, e condotto sull'isola del terribile personaggio. Prima di allontanarsi su un idrovolante, però, Fujiko si accorge che la situazione le sta sfuggendo di mano e temendo per l'incolumità di Lupin, lascia cadere un biglietto nel punto dove si trova Jigen.
Poco dopo Jigen e Goemon vengono catturati e interrogati dai servizi segreti americani, che gli rivelano di aver ricevuto un grave ricatto da parte di un certo Mamoo per ottenere delle preziose informazioni sulla clonazione: sapendo che Lupin è stato catturato proprio da Mamoo e che i due sono i suoi inseparabili compagni, chiedono a loro dove si trovi il nascondiglio del ricattatore ma i due, non sapendo effettivamente niente, vengono infine lasciati andare. Goemon nota che il biglietto trovato da Jigen contiene un messaggio nascosto, grazie al quale giungono in un'isola privata dei Caraibi di proprietà di Howard Lockewood, potentissimo e misterioso miliardario; sotto la loro imbarcazione c'è l'irriducibile Zenigata e i satelliti spia americani li sorvegliano dall'alto, avendoli liberati di proposito per farsi condurre al nascondiglio.
Fatto prigioniero sull'isola, Lupin riesce ad evadere e scopre che l'isola è abitata da cloni dei più noti personaggi storici (tra cui Hitler e Napoleone). Mamoo si palesa, con le fattezze di un uomo basso e deforme, e sembra essere dotato di poteri incredibili, anche se Lupin riesce a svelare alcuni trucchi (come un vetro trasparente per camminare nel vuoto). Rivela al ladro che il furto della pietra e tutto il resto è stato architettato da lui per mettere Lupin alla prova: ora che si è dimostrato davvero il ladro più abile di sempre è degno di entrare anche lui nell'olimpo personale di Mamoo, diventando immortale. Lupin rifiuta immediatamente, dicendo di non essere interessato alla vita eterna.
Sull'isola Mamoo, piccato perché Fujiko, in una rara dimostrazione di sincero amore per Lupin, ha rinunciato all'eterna giovinezza per stare con il ladro, lega Lupin ad una macchina per sondare la sua mente, volendo dimostrare che in realtà Lupin è solo uno squallido superficiale, rischiando così di farlo impazzire. In quel mentre, i servizi segreti sferrano un attacco missilistico contro l'isola e tutto comincia a crollare. Jigen e Goemon intervengono a salvare i loro compagni e Mamoo rimane ucciso da Jigen. Durante la fuga, Goemon si batte all'arma bianca contro Finch, protetto da una corazza quasi indistruttibile, e la sua Zantetsuken si rompe poco prima di dare il colpo di grazia al nemico; Zenigata manca per poco il gruppo e deve scappare a nuoto mentre l'isola sprofonda per sempre.
Mentre Zenigata rifiuta l'abbandono del caso, divenutone un caso di sicurezza internazionale ed una gratifica dal suo capo per abbandonare il caso (un probabile tentativo degli americani di tenerlo alla larga), Lupin, Jigen e Fujiko si riposano da qualche parte in Sudamerica, mentre Goemon se ne va per restare solo, disonorato per la perdita della sua spada; la punta spezzata resta a Lupin. Di fronte al timore del pistolero nei confronti di Mamoo, il ladro gentiluomo risponde che Mamoo è solo un clone di se stesso. In quel mentre Mamoo ritorna a sorpresa, dimostrando ancora una volta capacità incomprensibili, ma nonostante questo Lupin insiste a non crederlo un dio; Mamoo ipnotizza Fujiko e la porta via, poi provoca un terremoto per terrorizzare Lupin e Jigen e farli desistere una volta per tutte. Jigen si arrende, ma Lupin scopre che l'epicentro del terremoto è una centrale e sospetta che fosse di Howard Lockewood. Si reca dunque da solo a chiudere i conti, arrampicandosi verso un sito di scavi archeologici (finanziati da Howard Lockewood, ovviamente), seguito a distanza da Zenigata.
Arrivato sul posto, Lupin viene attaccato da strani esseri incappucciati, che dopo aver ucciso scopre essere tutte copie di Mamoo. Il magnate spiega a Fujiko la verità, mentre il clone ferito a morte fa altrettanto con Lupin: per millenni Mamoo ha perfezionato il processo della clonazione umana sopravvivendo nel tempo, e ha trascorso i secoli collezionando opere d'arte, grandi uomini, interferendo con idee ed invenzioni rivoluzionarie. Ma la clonazione è di per sé un procedimento non perfetto: ogni processo di copia comporta una piccola perdita di informazioni nei geni, e queste perdite si sono accumulate portando a corpi sempre più deboli e malfatti; gli oggetti che il clone di Lupin aveva rubato (l'erba mandragola dal castello di Dracula, una medicina cinese proveniente da un'antica tomba) e la stessa Pietra della Saggezza dovevano aiutarlo a raggiungere l'immortalità per abbandonare la clonazione, ma il progetto è fallito. Mamoo spinge Fujiko a premere un pulsante che avvia un conto alla rovescia: decine di missili nucleari si preparano a partire per distruggere il mondo, Mamoo e Fujiko resteranno gli unici esseri umani sulla Terra. Tuttavia Lupin ne ha sabotati alcuni per far esplodere tutto il rifugio ed impedire il lancio; Mamoo fugge con Fujiko, Lupin lo insegue e si difende da un raggio laser respingendolo con il pezzo dell'onnipotente spada Zantetsuken che aveva conservato. Mamoo viene investito dal raggio e rimane carbonizzato, ma in quel mentre appare il vero Mamoo: un gigantesco cervello caricato su un razzo spaziale. L'enigmatico essere vuole partire per un pianeta i cui abitanti possiedono il segreto dell'immortalità, ma poco prima della sua dipartita Lupin riesce a collocare una bomba sulla capsula di vetro che racchiude il cervello, e fugge con Fujiko, poco prima di rimanere investiti dal razzo.
Nello spazio la bomba rompe il vetro e il cervello finisce distrutto. Lupin, dopo aver commentato che Mamoo deve portargli gratitudine per averlo lasciato finalmente morire, cerca Fujiko tra le macerie, ma prima di poterla raggiungere viene ammanettato da Zenigata, riuscendo comunque ad ottenere un bacio dalla donna. Poco prima di potersi spingere oltre, però, viene bloccato da un'esplosione: gli americani hanno scovato anche questo nascondiglio e stanno distruggendo tutto per eliminare le prove dell'esistenza di Mamoo insieme ai testimoni. Jigen arriva con un biplano ma solo Fujiko riesce a salirci al volo, urlando a Lupin di mettersi in salvo. Lupin e Zenigata fuggono all'unisono, mentre Goemon commenta da lontano che i due sono inevitabilmente legati dal destino.

## Colonna sonora
Curata da Yūji Ōno, è disponibile in due edizioni:
- Lupin III BOX - Lupin vs. the Clone - Original Sound Track (31 tracce, COCC-7343, Nippon Columbia, 1991)
- Lupin the 3rd Chronicle - Lupin vs. the Clone - Music File (49 tracce, COCX-32440, Nippon Columbia, 2003)

Il primo CD è compreso nella raccolta Lupin the Third Box, composta da 5 CD; la seconda raccolta (Lupin the Third Box part II) contiene un altro CD di cui una metà dei pezzi contengono estratti dalla colonna sonora mai pubblicati prima.
La sigla di apertura "Lupin III Theme '79" è stata composta da Yūji Ōno, ed è una delle variazioni del tema della 2ª serie TV. La sigla di chiusura "Lupin Ondo" ("la ballata di Lupin") è cantata da Haruo Minami (ルバン音頭 by 三波春夫), con la musica di Ōno e parole di Monkey Punch.
Nella prima edizione cinematografica italiana del 1979, la sigla iniziale era stata sostituita da un montaggio di scene prese dal lungometraggio, accompagnato dalla canzone Planet O di Daisy Daze & The Bumble Bees, già usata come sigla per la trasmissione in Italia della prima serie animata di Lupin III; ugualmente al termine del film l'audio della sigla di chiusura era stato rimpiazzato dalla stessa canzone, e l'immagine veniva rimpicciolita per lasciare spazio al rullo dei titoli di coda italiani. Nelle successive riedizioni è stato recuperato il formato originale delle sigle.

## Distribuzione

### Titoli internazionali
È conosciuto in Giappone anche con i seguenti titoli:
- Mamoo no ichihen (lett. "La prima copia di Mamoo")
- Rupan vs kurōn (ルパンvs複製人間? lett. "Lupin vs. il clone"). In questo titolo la parola "clone" è scritta con i kanji che in giapponese significano "replica umana" e normalmente sarebbero pronunciati "fukusei ningen" (複製人間?), ma un furigana obbliga a pronunciarli come la parola inglese clone (クローン?, kurōn)

in Italia
- Lupin III (1979)
- Lupin III - La pietra della saggezza (dal 1987)

nel Regno Unito
- Secret of Mamo (lett. "Il segreto di Mamo" da Manga Entertainment nel 1996)

negli USA
- The Mystery of Mamo (lett. "Il mistero di Mamo" da Streamline Pictures nel 1995)
- The Secret of Mamo (lett. "Il segreto di Mamo" da Pioneer/Geneon nel 2003)

in Spagna
- Lupin III: La Película (lett. "Lupin III - Il film" nel 1980)
- Lupin III: El misterio de Mamo (lett. "Lupin III - Il mistero di Mamo" nel 2003)

in Francia
- Lupin III (1980)
- Edgar de la Cambriole: Le Secret de Mamo (lett. ""Edgar del furto: Il segreto di Mamo" da IDP Home Video Music nel 2005)

### Edizione italiana
Il film fu distribuito nei cinema italiani col titolo Lupin III nel 1979, poco dopo la trasmissione della prima serie sulle emittenti locali e prima che venisse importata la seconda serie. Per l'edizione italiana, realizzata dalla Cinitalia Edizioni, i titoli di testa giapponesi furono rimossi e sostituiti da un montaggio di scene del film accompagnate dai titoli italiani e dal brano Planet O (sigla della prima serie), e quelli di coda furono sostituiti dai dati dell'edizione italiana (sempre accompagnati da Planet O). Nei titoli, così come nella locandina, Fujiko, Jigen e Goemon vengono chiamati Fuyiko, Gighen e Ghemon. Il doppiaggio fu eseguito dall'Associazione Attori Doppiatori Liberi e diretto da Elio Zamuto con un cast vocale parzialmente diverso da quello della serie: Jigen e Goemon furono infatti doppiati da Sandro Pellegrini e Vittorio Guerrieri. Germano Longo, doppiatore di Jigen nella serie, dà invece voce a Mamoo. I dialoghi, a cura di Silvia Silvani, sono basati sulla versione in inglese prodotta nel 1979 dalla Frontier Enterprises per i voli Japan Airlines e presentano notevoli differenze rispetto a quelli originali, oltre a modificare i nomi di alcuni personaggi (Howard Lockewood diventa Foward Fughes e Stuckey diventa Gissinger) pur mantenendo invariati quelli dei protagonisti.
Il 3 e 4 gennaio 1987 il film fu trasmesso in due parti su Rete 4 con il titolo Lupin III - La pietra della saggezza e con numerose censure per le scene più violente e sensuali. Per l'occasione fu realizzato un nuovo doppiaggio dalla MI.TO Film, diretto da Vittorio Di Prima. Il cast protagonista è quello del film Lupin III - La leggenda dell'oro di Babilonia (trasmesso nei due giorni precedenti), ovvero quasi lo stesso della prima edizione fatta eccezione per Piera Vidale che è sostituita da Alessandra Korompay nel ruolo di Fujiko. I dialoghi sono più fedeli alla versione giapponese rispetto alla prima edizione, ma i due nomi suddetti vengono ulteriormente storpiati (diventando Foward Fuse e Gossinger) e il doppiaggio fu eseguito sul film già censurato.
Nel 1993 il film fu distribuito in VHS con un nuovo doppiaggio realizzato a Milano. In questa occasione non fu utilizzato il cast delle serie televisive, sostituito dal cast che l'anno precedente aveva realizzato sempre a Milano un ridoppiaggio di Lupin III - Il castello di Cagliostro (eccetto Giorgio Melazzi, che sostituisce Luigi Rosa su Lupin). I dialoghi di questa versione sono quelli maggiormente fedeli agli originali, benché i due nomi degli antagonisti continuino ad essere modificati (stavolta in Foward Fuse e Gissinger).
Dal 7 al 12 agosto 2008 il film fu trasmesso su Italia 1 diviso in quattro parti con un quarto doppiaggio realizzato a Roma. Il cast protagonista è quello in forza all'epoca (quindi lo stesso del secondo doppiaggio eccetto per Vittorio Guerrieri ed Enzo Consoli, sostituiti rispettivamente da Antonio Palumbo e Rodolfo Bianchi) e include Roberto Del Giudice alla sua ultima interpretazione, essendo morto oltre otto mesi prima e già sostituito da Stefano Onofri a partire da quell'anno. Questa edizione si basa, sia nei dialoghi sia nel video (ritoccato per nascondere i caratteri giapponesi iniziali e le marche), sulla versione in inglese distribuita in DVD dalla Pioneer Entertainment nel 2003 e criticata per le numerose libertà che si prende nell'adattamento. Anche il titolo su schermo era inizialmente rimasto quello americano, ovvero The Secret of Mamo, mentre nelle repliche è stato reintegrato quello italiano. Nonostante nella prima trasmissione fossero state censurate alcune scene (comunque meno rispetto all'edizione del 1987), nelle successive repliche il film è stato trasmesso tutto in una volta e in edizione integrale.

### Edizioni home video

#### VHS
Il film è uscito in VHS edito da Yamato Video con il doppiaggio home video nel 1993. La stessa edizione è uscita anche per l'editore Logica 2000 nella collana "Cartoon Collection", e nella copertina Lupin III è disegnato in giacca verde nonostante nel film sia rossa.

#### DVD
- La prima edizione, uscita nel 2005, in DVD del film è edita da De Agostini e Yamato Video. Il doppiaggio presentato è quello televisivo del 1987 censurato. Tre sono gli audio del disco: la traccia italiana in 1.0, in 5.1 e la traccia col primo doppiaggio inglese (su cui si è basata l'edizione italiana cinematografica) in 1.0 (tagliato per combaciare col video censurato). I sottotitoli sono fedeli al doppiaggio italiano. Tra gli extra ci sono le scene censurate col doppiaggio home video (riversate dalla VHS originale), le schede dei personaggi e i trailer Yamato.[5]
- La Yamato Video ha poi stampato, sempre nel 2005, il film in edizione integrale con il doppiaggio home video in 5.1 Dolby Digital, 5.1 DTS e 1.0 più la traccia giapponese in 1.0. I menù sono identici alla versione da edicola del lungometraggio. I sottotitoli sono fedeli al doppiaggio italiano. Come extra vi sono le stesse schede dei personaggi e gli stessi trailer Yamato dell'edizione realizzata con De Agostini, e in più la gallery con gli storyboard.
- La terza edizione DVD, uscita nel gennaio 2010, anch'essa presentata da Yamato Video, presenta in più rispetto alla precedente versione il primo doppiaggio italiano realizzato per il cinema. È stata ristampata anche per uscire con La Gazzetta dello Sport il 23 dicembre 2011.[6] Agli extra, gli stessi delle due precedenti edizioni, si aggiunge la sigla di coda cinematografica italiana.
- La quarta edizione DVD, prodotta da Yamato e distribuita da Eagle Pictures, esce nel 2025 e presenta i quattro doppiaggi italiani, la traccia giapponese e i sottotitoli in italiano fedeli all'originale. Il video è riversato dal master cinematografico italiano dell'edizione uscita al cinema nel giugno 2024.

#### Blu-ray Disc
L'ultima versione in DVD è uscita anche per Blu-ray Disc a partire dal 18 aprile 2012, sempre edita da Yamato Video. Agli extra, gli stessi della rispettiva edizione DVD, si aggiunge la sigla di testa cinematografica italiana del film del 1979. Questa edizione è stata racchiusa nel BD Box "Lupin III - Red Box", contenente anche i Blu-ray Disc de Il castello di Cagliostro e La lampada di Aladino.

## Accoglienza
In Giappone il film incassò più di un miliardo di yen.